# USS Trenton (CL-11)
USS Trenton (CL-11) là một tàu tuần dương hạng nhẹ thuộc lớp Omaha của Hải quân Hoa Kỳ được đưa ra hoạt động ngay sau Chiến tranh Thế giới thứ nhất. Nó là chiếc tàu chiến thứ hai của Hải quân Mỹ được đặt cái tên này, theo tên thành phố Trenton thuộc tiểu bang New Jersey. Con tàu đã tiếp tục phục vụ trong Chiến tranh Thế giới thứ hai cho đến khi ngừng hoạt động vào năm 1945 và bị tháo dỡ năm 1946. Trenton được tặng thưởng một Ngôi sao Chiến trận do thành tích phục vụ trong Thế Chiến II.

## Thiết kế và chế tạo
Trenton được đặt lườn vào ngày 18 tháng 8 năm 1920 tại Philadelphia, Pennsylvania bởi hãng William Cramp & Sons. Nó được hạ thủy vào ngày 16 tháng 4 năm 1923; được đỡ đầu bởi cô Katherine E. Donnelly; và được đưa ra hoạt động vào ngày 19 tháng 4 năm 1924 dưới quyền chỉ huy của hạm trưởng, Đại tá Hải quân Edward C. Kalbfus.

## Lịch sử hoạt động

### Những năm giữa hai cuộc thế chiến
Vào ngày 24 tháng 5 năm 1924,Trenton khởi hành từ cảng New York cho chuyến đi chạy thử máy đến Địa Trung Hải. Vào ngày 14 tháng 8, đang khi di chuyển từ Port Said, Ai Cập, đến Aden thuộc bán đảo Ả-rập, nó được lệnh chuyển hướng đi đến Bushire, Iran. Nó đến nơi vào ngày 25 tháng 8 và đã đưa lên tàu di hài của Phó lãnh sự Robert Imbrie; nó được bắn pháo chào tiễn biệt nhà ngoại giao, và cũng đã bắn pháo chào đáp lễ trước khi lên đường cùng ngày hôm đó. Sau các chặng dừng tại Suez, Port Said và Villefranche, Pháp, Trenton về đến Xưởng hải quân Washington vào ngày 29 tháng 9.

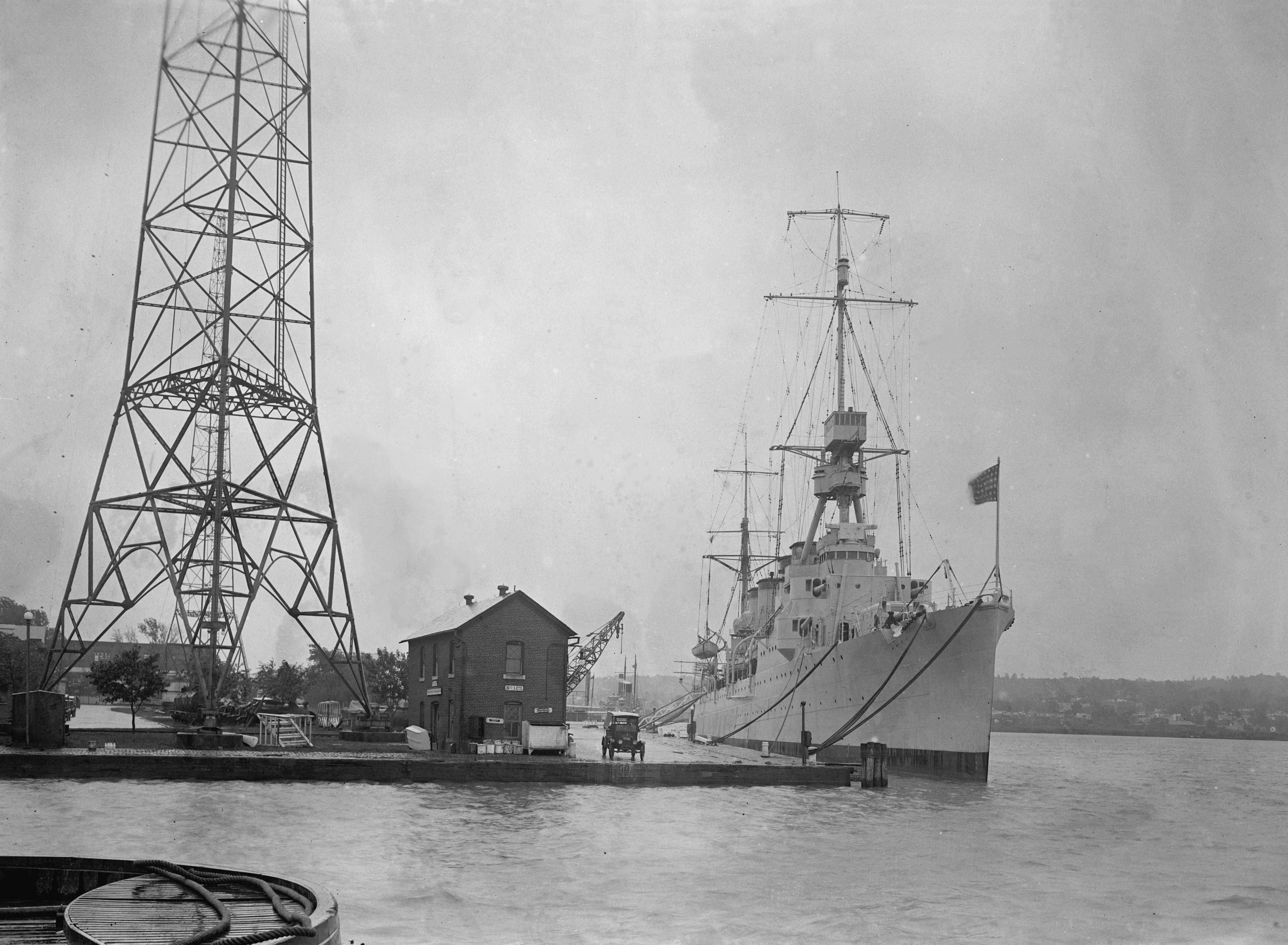
Trenton quay trở về sau chuyến đi chạy thử máy năm 1924.

Vào giữa tháng 10, trong khi Trenton đang tiến hành thực tập tác xạ tại khu vực Norfolk, các bao thuốc phóng đạn pháo ở tháp pháo phía trước đã phát nổ, làm thiệt mạng hay bị thương mọi thành viên của khẩu đội. Khi đám cháy đang diễn ra, Thiếu úy Henry Clay Drexler và Trung sĩ George Cholister đã tìm cách dìm nước các bao thuốc phóng trước khi phát nổ, nhưng đã bị thất bại. Thiếu úy Drexler thiệt mạng khi liều thuốc phát nổ; Trung sĩ Cholister bị ngập trong lửa và khói trước khi đến được nơi, anh qua đời ngày hôm sau. Cả hai đã được truy tặng Huân chương Danh dự.
Cuối tháng 10, Trenton di chuyển về phía Bắc tham gia cuộc tìm kiếm vô vọng một con tàu Na Uy bị mất tích. Sau đó nó hoạt động dọc theo bờ Đông Hoa Kỳ cho đến ngày 3 tháng 2 năm 1925, khi nó khởi hành từ Philadelphia để gia nhập cùng các đơn vị còn lại của Hạm đội Tuần tiễu ngoài khơi vịnh Guantánamo, Cuba. Sau các cuộc thực tập tác xạ, hạm đội hướng đến kênh đào Panama và đi qua vào giữa tháng. Vào ngày 23 tháng 2, lực lượng phối hợp của Hạm đội Chiến trận và Hạm đội Tuần tiễu rời Balboa, Panama di chuyển lên phía Bắc đến San Diego. Trên đường đi, các tàu chiến tiến hành một cuộc tập trận hạm đội, rồi tập trung tại khu vực San Diego-San Francisco. Vào ngày 15 tháng 4, Hạm đội Hoa Kỳ ra khơi hướng đến khu vực trung Thái Bình Dương, và tiến hành một cuộc tập trận khác trên đường đi, lần này là nhằm thử nghiệm toàn diện việc phòng thủ quần đảo Hawaii. Sau khi đi đến vùng biển Hawaii, toàn thể hạm đội đã tiến hành thực tập chiến thuật tại đây cho đến ngày 7 tháng 6, khi hầu hết Hạm đội Tuần tiễu quay trở lại Đại Tây Dương, nhưng không bao gồm Trenton.
Nằm trong thành phần Hải đội Tuần dương 2, Trenton lên đường cùng với Hạm đội Chiến trận vào ngày 1 tháng 7 cho một chuyến đi đến Nam Thái Bình Dương viếng thăm Australia và New Zealand. Sau chặng dừng tại Samoa, các con tàu đã ghé thăm các cảng Melbourne, Wellington, Sydney, Auckland, Dunedin và Lyttelton. Vào cuối tháng 8, Hải đội Tuần dương 2 quay trở về nhà, đi ngang qua quần đảo Marquesa, quần đảo Galapagos và kênh đào Panama để gia nhập trở lại Hạm đội Tuần tiễu gần vịnh Guantánamo vào ngày 4 tháng 10. Sau các hoạt động thực tập tác xạ, Trenton quay trở về Philadelphia vào ngày 9 tháng 11.
Vào tháng 1 năm 1926, Trenton cùng các đơn vị khác của Lực lượng Tuần tiễu đi đến Guantánamo để thực tập tác xạ và huấn luyện chiến thuật. Vào ngày 1 tháng 2, nó cùng đơn vị rời Cuba hướng đến Panama. Trong sáu tuần lễ tiếp theo, nó tham gia các cuộc cơ động phối hợp giữa các đơn vị của Hạm đội Chiến trận và Hạm đội Tuần tiễu. Đến giữa tháng 3, các đơn vị của Hạm đội Tuần tiễu quay trở về cảng nhà để sửa chữa trước khi lại lên đường cho các chuyến đi thực tập mùa Hè cùng quân nhân hải quân dự bị cùng các cuộc tập trận chiến thuật tại khu vực chung quanh vịnh Narragansett.
Đến giữa tháng 9, Trenton quay trở lại vịnh Guantánamo cho các cuộc cơ động mùa Đông, kết thúc trước ngày 25 tháng 12 khi các đơn vị của Hạm đội Tuần tiễu phân tán về các cảng nhà cho đợt nghỉ lễ. Vào đầu năm 1927, nó tham gia cùng Hạm đội Tuần tiễu trong các cuộc cơ động phối hợp với Hạm đội Chiến trận gần vịnh Guantánamo. Sang tháng 5, Trenton được huy động vào việc đưa Đại tá Henry L. Stimson, một quan sát viên đặc biệt tại Nicaragua vào giai đoạn biến động chính trị tại đất nước này. Nó đón lên tàu Đại tá Stimson cùng phu nhân tại Corinto và đưa họ quay trở về Hampton Roads. Sau khi tham gia cuộc Duyệt binh Hạm đội Tổng thống được chủ trì bởi Tổng thống Calvin Coolidge vào ngày 4 tháng 6 năm 1927, các đơn vị rời Hampton Roads tiếp tục các hoạt động thường lệ trong mùa Hè. Hải đội Tuần dương 2, đơn vị mà Trenton đảm nhiệm vai trò soái hạm, hoạt động ngoài khơi vịnh Narragansett; rồi sang mùa Thu lại gia nhập Hạm đội Tuần tiễu cho các cuộc thực tập tác xạ và huấn luyện chiến thuật dọc theo bờ Đông Hoa Kỳ giữa vịnh Chesapeake và Charleston, South Carolina.
Vào tháng 1 năm 1928, hải đội của Trenton đón lên tàu lực lượng Thủy quân Lục chiến tại Charleston để đưa đến Nicaragua, nơi họ được cho đổ bộ để giám sát cuộc bầu cử tại đây, là kết quả của chuyến thăm viếng của Đại tá Stimson. Nó cùng các tàu chị em lại gia nhập Hạm đội Tuần tiễu tại Guantánamo tiếp nối các cuộc cơ động. Vào ngày 9 tháng 3, Hải đội Tuần dương 2 được cho tách khỏi Hạm đội Tuần tiễu; bốn chiếc tàu tuần dương hạng nhẹ đã gặp gỡ Hạm đội Chiến trận ngoài khơi bờ biển California để cùng hướng đến Hawaii, tiến hành các cuộc thực hành trên đường đi. Sau các cuộc tập trận tại khu vực quần đảo Hawaii, Trenton và tàu tuần dương chị em Memphis rời Honolulu để thay phiên cho Hải đội Tuần dương 3 phục vụ tại trạm châu Á. Trong lượt hoạt động này, nó đã đón lên tàu Đại tá Stimson, lần này trong tư cách Toàn quyền tại Philippines. Nó tham gia các cuộc cơ động hỗn hợp Lục quân-Hải quân tại Philippine và tuần tra tại vùng bờ biển phía Bắc Trung Quốc, và đã từng một lần đưa lực lượng đổ bộ lên bờ tại Yên Đài.
Vào tháng 5 năm 1929, hải đội của Trenton được cho tách khỏi Hạm đội châu Á, và nó lên đường quay trở về Hoa Kỳ cùng với Memphis và Milwaukee. Chiếc tàu tuần dương hạng nhẹ được đại tu tại Philadelphia vào cuối năm 1929 rồi gia nhập Hạm đội Tuần tiễu. Trong bốn năm tiếp theo, Trenton tiếp nối các hoạt động thường xuyên của Hạm đội Tuần tiễu khi cơ động mùa Đông tại khu vực Caribbe và thực tập mùa ngoài khơi bờ biển New England. Tuy nhiên, thỉnh thoảng nó cũng được điều động đến khu vực Trung Mỹ tăng cường cho Hải đội Đặc nhiệm tại đây những giai đoạn có nhiều biến động chính trị tại các cnước cộng hòa trong khu vực này.
Vào mùa Xuân năm 1933, Trenton chuyển sang Thái Bình Dương và trở thành soái hạm của hải đội tuần dương thuộc Lực lượng Chiến trận. Nó hoạt động tại khu vực Đông Thái Bình Dương cho đến tháng 9 năm 1934, khi nó chuyển sang Đại Tây Dương ngang qua kênh đào Panama để hoạt động cùng với Hải đội Đặc nhiệm. Trong 15 tháng tiếp theo sau, nó viếng thăm các cảng tại khu vực Caribbe, Trung Mỹ và Nam Mỹ khi Hải đội Đặc nhiệm thực hiện chuyến viếng thăm hữu nghị đến Châu Mỹ La Tinh. Vào tháng 1 năm 1936, chiếc tàu tuần dương đi qua kênh đào Panama, và sau một đợt đại tu tại Xưởng hải quân Mare Island, lại gia nhập lực lượng Chiến trận cho đến cuối mùa Xuân năm 1939. Trong giai đoạn này, nó thực hiện chuyến viếng thăm Australia lần thứ hai vào mùa Đông năm 1937-1938 tham dự lễ hội kỷ niệm một trăm năm mươi năm thuộc địa đầu tiên tại lục địa này.
Đến tháng 5 năm 1939, Trenton quay trở lại khu vực Đại Tây Dương, và sau khi ghé qua Hampton Roads, nó lên đường vào ngày 3 tháng 6 hướng sang châu Âu. Tại đây nó gia nhập Hải đội 40-T, một lực lượng hải quân nhỏ được tổ chức vào năm 1936 để di tản công dân Hoa Kỳ khỏi Tây Ban Nha cùng để bảo vệ những quyền lợi của Mỹ tại đây trong cuộc Nội chiến Tây Ban Nha. Trenton tuần tra tại khu vực Tây Địa Trung Hải và vùng biển ngoài khơi bán đảo Iberia cho đến giữa tháng 7 năm 1940, khi nó lên đường quay trở về Hoa Kỳ. Trong chuyến quay trở về, chiếc tàu tuần dương chuyên chở Hoàng gia Luxembourg khi họ lánh nạn khỏi sự chiếm đóng của Đức Quốc xã. Đến tháng 11 năm 1940, Trenton quay trở lại khu vực Thái Bình Dương và tái gia nhập Lực lượng Chiến trận trong thành phần Hải đội Tuần dương 3.

### Chiến tranh thế giới thứ hai
Từ năm 1941 đến giữa năm 1944, Trenton phục vụ cùng với Lực lượng Đông Nam Thái Bình Dương. Vào lúc Hoa Kỳ tham gia Chiến tranh thế giới thứ hai vào tháng 12 năm 1941, nó đang neo đậu tại Balboa thuộc vùng kênh đảo Panama. Trong những tháng đầu năm 1942, nó hộ tống các đoàn tàu vận tải đi đến Bora Bora thuộc quần đảo Society nơi Hải quân Mỹ đang xây dựng các kho dự trữ nhiên liệu tại đây. Từ giữa năm 1942 đến giữa năm 1944, nó tuần tra dọc theo bờ biển phía Tây Nam Mỹ giữa vùng kênh đảo Panama và eo biển Magellan.
Vào ngày 18 tháng 7 năm 1944, Trenton hướng lên phía Bắc để hoạt động tại vùng biển quần đảo Aleut. Sau chặng dừng tại San Francisco, nó đi đến Adak, Alaska vào ngày 2 tháng 9. Một tháng sau, nó chuyển căn cứ sang Attu. Vào tháng 10, Trenton cùng với tàu tuần dương chị em Richmond và chín tàu khu trục thực hiện hai đợt càn quét vào phía Bắc quần đảo Kuril từ ngày 16 đến ngày 19 và từ ngày 22 đến ngày 29 tháng 10, như một đòn nghi binh phân tán cho cuộc đổ bộ lên Leyte. Nó lại đi đến khu vực Kuril một lần nữa vào ngày 3 tháng 1 năm 1945 để bắn phá các căn cứ của đối phương trên đảo Paramushiru, rồi quay trở lại hoạt động tuần tra tại Alaska.

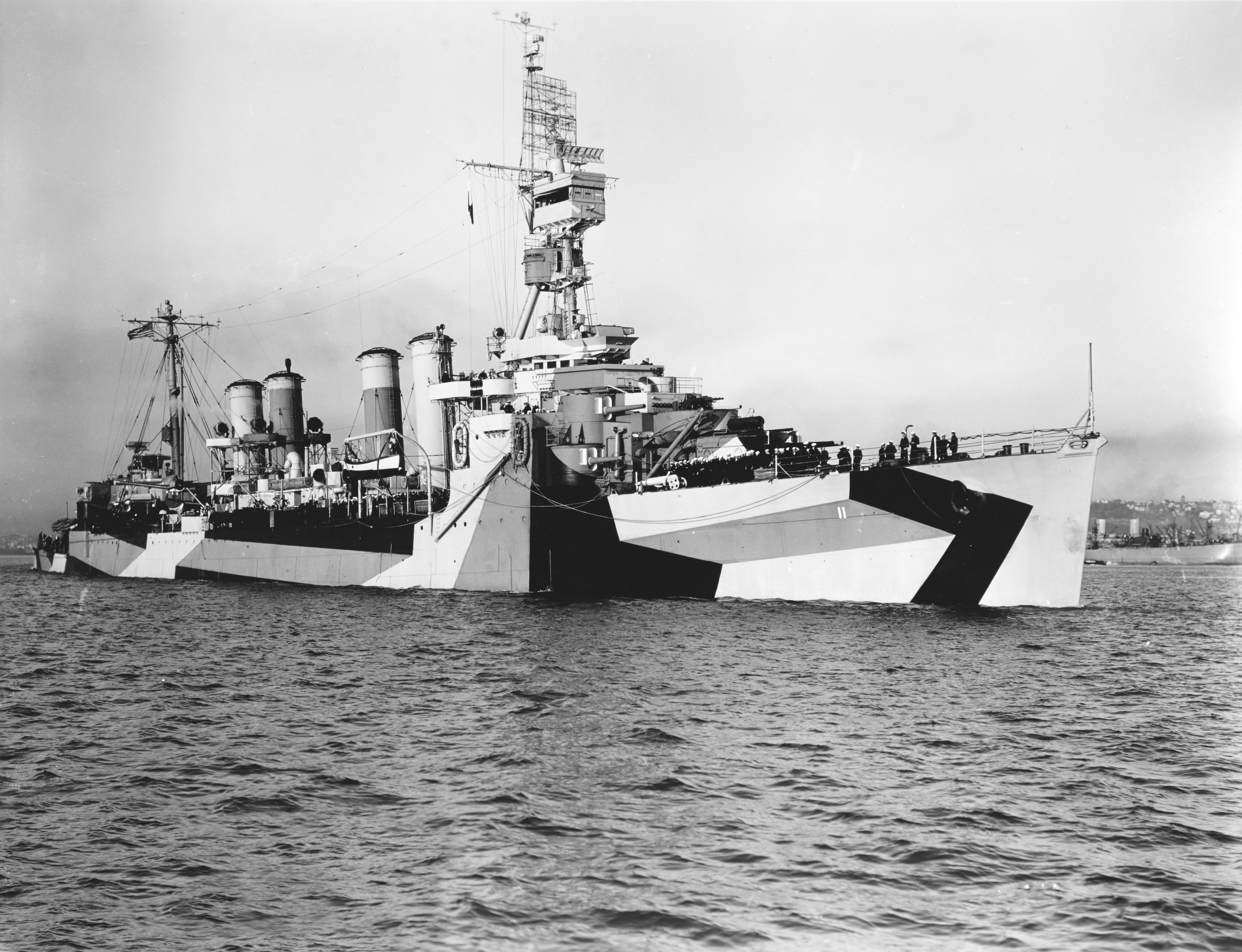
Trenton sau khi được đại tu vào tháng 8 năm 1944.

Trong thời gian còn lại của cuộc chiến tranh, Trenton tuần tra tại vùng biển Alaska và quần đảo Aleut, xen kẻ với các cuộc càn quét vào quần đảo Kuril. Vào ngày 18 tháng 2, nó quay trở lại Paramushiru bắn phá các căn cứ trên bờ. Một tháng sau, nó nả pháo xuống Matsuwa. Vào ngàu 10 tháng 6, chiếc tàu tuần dương lại bắn pháo xuống Matsuwa một lần nữa rồi thực hiện cuộc càn quét tàu bè đối phương trước khi tiến hành một đợt bắn phá khác vào lúc chiều tối ngày 11 tháng 6. Trong các ngày 23 đến 25 tháng 6, Trenton tiến hành hoạt động tấn công cuối cùng trong cuộc chiến tranh, một cuộc càn quét tàu bè đối phương tại miền Trung quần đảo Kuril. Lực lượng Đặc nhiệm 94 được tách ra làm hai, Trenton không tìm thấy đối phương, nhưng nhóm kia đã đánh chìm năm tàu nhỏ của một đoàn tàu vận tải.
Không lâu sau hoạt động đó, chiếc tàu tuần dương hạng nhẹ đi về phía Nam để bảo trì định kỳ. Nó về đến San Francisco vào ngày 1 tháng 8, và chiến tranh kết thúc lúc nó đang ở trong ụ tàu của Xưởng hải quân Mare Island. Vào đầu tháng 11, nó lên đường hướng đến Panama. Trenton băng qua kênh đào vào ngày 18 tháng 11, đi đến Philadelphia một tuần sau đó, và được cho ngừng hoạt động tại đây vào ngày 20 tháng 12. Nó được rút khỏi danh sách Đăng bạ Hải quân vào ngày 21 tháng 1 năm 1946; và đến ngày 29 tháng 12, nó được bán cho hãng Patapsco Scrap Co. tại Bethlehem, Pennsylvania, để tháo dỡ.

## Phần thưởng
Trenton được tặng thưởng một Ngôi sao Chiến trận do thành tích phục vụ trong Thế Chiến II.
|  |             | Bronze star |
|  | Bronze star |             |

| Dãi băng Hoạt động Tác chiến  | Huân chương Chiến dịch Nicaragua thứ hai                                | Huân chương Phục vụ Phòng vệ Hoa Kỳ với 1 Ngôi sao Chiến trận |
| Huân chương Chiến dịch Hoa Kỳ | Huân chương Chiến dịch Châu Á-Thái Bình Dương với 1 Ngôi sao Chiến trận | Huân chương Chiến thắng Thế Chiến II                          |